# Mantum

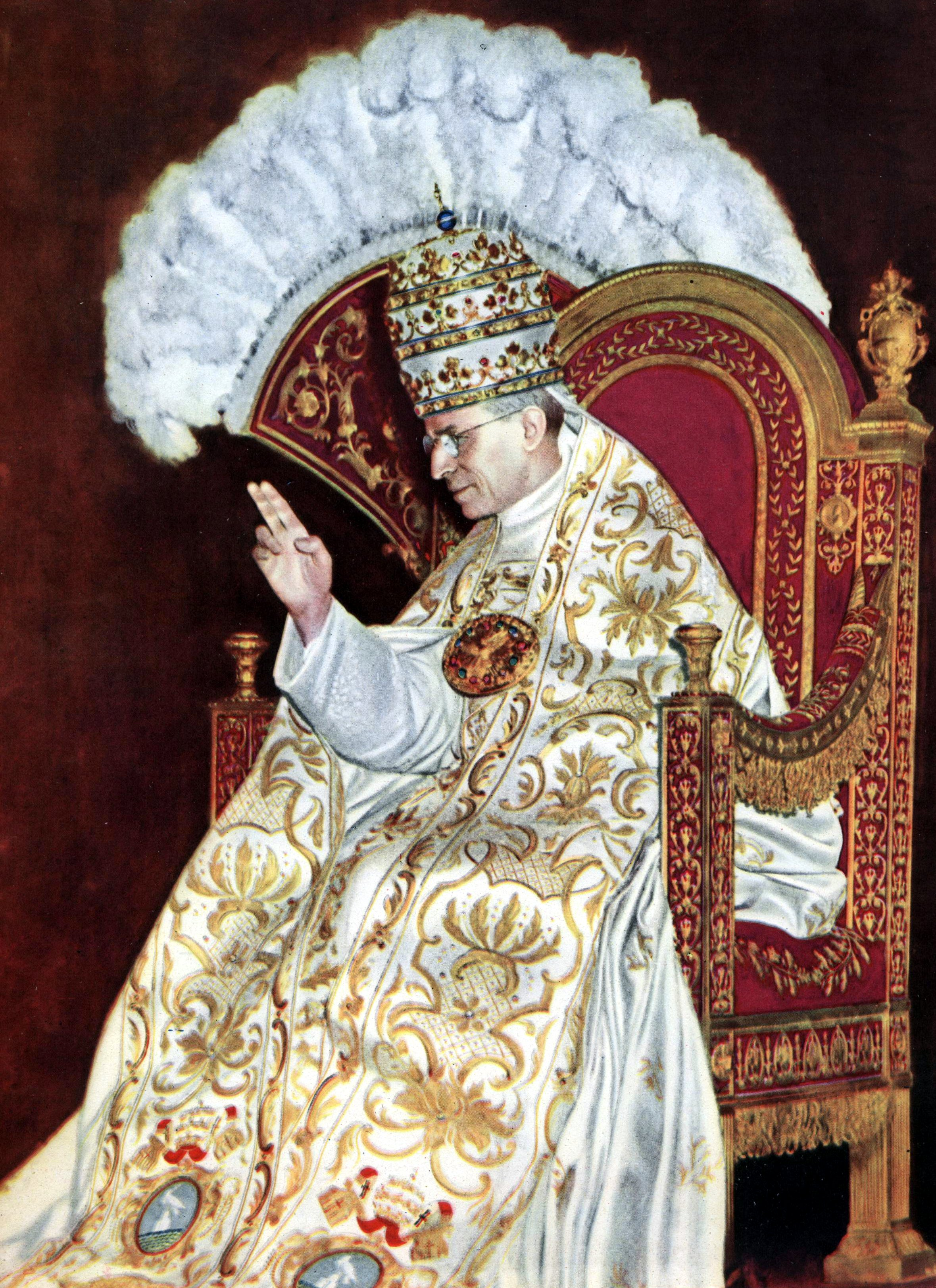
Papież Pius XII w mantum.

Mantum – uroczysty płaszcz papieski. Przypomina zwykłą kapę, różni się od niej tym, że jest dłuższy i zapina się go ozdobną klamrą.

## Historia
W średniowieczu był koloru czerwonego, a nie — jak obecnie — białego, ponieważ ówczesną barwą papieską była właśnie czerwień. W XI i XII wieku mantum było jednym z najważniejszych elementów stroju papieskiego, a jego nałożenie, czyli immantatio, uznawano za szczególny symbol nadania władzy papieskiej. Modlitwa odmawiana podczas nakładania papieżowi mantum brzmi:

Investio te de papatu romano ut praesis urbi et orbi.

co po polsku znaczy:

Powierzam ci papiestwo rzymskie, byś rządził miastem i światem.